# Danijel Lončar
Danijel Lončar (ur. 26 czerwca 1997(dts) w Versmold) – bośniacki piłkarz występujący na pozycji środkowego obrońcy w Pogoni Szczecin.
Lončar urodził się i spędził pierwsze lata życia w Niemczech w bośniackiej rodzinie. Piłkarsko wychowywał się w chorwackim klubie NK Osijek, w barwach którego zadebiutował w piłce seniorskiej i rozegrał łącznie 103 ligowe mecze, w których strzelił 3 bramki. Od początku 2023 r. jest zawodnikiem występującej w Ekstraklasie Pogoni Szczecin.